# 폴란드 해방 기간의 강간
폴란드 해방 기간의 강간은 소련의 붕괴 이전까지는 제대로 된 논의의 대상도 되지 못하였다. 그러나 당대 작성된 문건들은 제2차 세계 대전 말기 붉은 군대가 독일을 서쪽으로 몰아내는 과정에서 소련군의 폴란드 여성 강간이 매우 심각했음을 증거하고 있다. 소련 남성들에 의한 성범죄는 거의 반 세기에 가까운 세월 동안 제대로 연구되지 못했고, 이러한 실태는 피해자 본인들의 터부시로 인해 더욱 악화되었다. 폴란드 과학 아카데미의 Joanna Ostrowska와 Marcin Zaremba에 따르면 폴란드 여성들의 강간 피해는 1945년 겨울 공세(비스와–오데르 공세) 이후 절정에 달했다.
소련의 군사지도자들이 병사 개개인에게 생존을 위한 자원 마련을 위한 각자도생 과정을 처벌하지 않은 점은 소위 "폴란드 해방"의 과정에서 여성에 대한 성폭력이 급증한 원인 중 하나로 작용했다. 국립추모연구소의 Janusz Wróbel에 따르면 소련 병사들은 식량 조달 과정에서 도둑떼로 번했고, 옌드제유프 등지에서는 민간인에 대한 발포도 불사했다. 가축과 작물은 배상 없이 쓸어갔고, 가옥들은 약탈되었다. 우치의 스타로스타(지역지도자)가 보이보우드(군사지도자)에게 보낸 서한을 보면 상점과 농장들의 재산을 강탈당하지 않도록 주의하라고 경고하고 있으며, 자레세, 스타리올레후프, 펠리크신, 후타스클라나의 농민들에 대한 재산 강탈은 대개 강간이 수반되었고 와기에으니키에서는 강간살인이 일어났다. 중무장한 약탈자들은 자동차, 마차, 심지어 열차까지 강도했다. 이 스타로스타는 폴란드 당국에 보내는 또다른 서한에서 강간과 약탈로 인해 폴란드 민중들이 공포에 질려 있고 소련의 지배에 대한 증오를 야기하고 있다고 쓰고 있다.
1944년에서 1947년 사이의 폴란드인 강간 피해자 수는 정확하게 추산하는 것이 불가능하다. 피해자 수 집계에 어려움을 더하는 가장 큰 요소는 피해자들의 인종적 구성에 있다. 대체로 소련 병사들은 독일어를 구사하는 여성들에게 슬라브계 여성들보다 더욱 가혹했다. Ostrowska와 Zaremba에 따르면 순수 폴란드계 여성만 따져도 강간 피해자가 100,000 명에 이르거나 초과할 수 있지만, 이는 아직 어림짐작의 영역으로 남아 있다.

## 같이 보기
- 독일의 점령 기간 동안의 강간 범죄
- 위안부
- 프랑스 해방 기간의 강간
- 아뉴스 데이 (영화)